# Станіслав Пац
Станіслав Пац (пол. Stanisław Pac; * 1703 — † 3 грудня 1826, Сатанів, Городоцький район, Хмельницька область) — польський шляхтич, лікар, науковець, довгожитель з Поділля (прожив 123 роки). Представник роду Паців.

## Біографія
Закінчив два університети — у Польщі та Німеччині.
Довго подорожував країнами Сходу й Америки, в Єгипті вивчав секрети стародавніх лікарів.
Упродовж багатьох років був лейб-медиком останнього польського короля Станіслава Авґуста Понятовського.
1795 року 92-річний С.Пац залишив Краків, оселився в подарованій королем садибі в Сатанові, продовжив свої наукові дослідження.
Як зазначив місцевий краєзнавець Володимир Соха, у 19 столітті будинок С.Паца був однією з головних визначних пам'яток містечка (не зберігся). Будинок було споруджено із білого тесаного карпатського каменю, привезеного з Галичини. Він вирізнявся своєрідною архітектурою — мав 4 поверхи, причому тільки один, прикрашений різьбленням по каменю, піднімався над поверхнею. Така конструкція пояснювалася тим, що серед наукових інтересів Паца була проблема акліматизації звірів. Саме в трьох підземних поверхах він влаштував вольєри для тварин, привезених з усього світу, зокрема з тропіків. Результати своїх спостережень Пац публікував у польських наукових журналах. Звіринець ученого був одним із перших на території України.
Місцеві жителі часто зверталися до Паца по медичну допомогу. Глибока повага селян до лікаря поєднувалася з містичним жахом перед людиною, якій приписували чорнокнижництво та дружбу з дияволом. Чудотворні зцілення, дивний будинок і неймовірно довге життя його хазяїна в очах простих людей були красномовним підтвердженням цьому.